# Cerkno
Cerkno és un petit poble i un municipi amb el mateix nom a la part oest d'Eslovènia. Té cap a 2,000 habitants i és el centre administratiu de la regió de Cerkljansko. És conegut pel seu carnaval de Laufarija, un festival de primavera amb màscares de fusta treballada, per l'hospital Franja (Bolnišnica Franja), un hospital de la Segona Guerra Mundial i una pista d'esquí.

## Fills Il·lustres
- France Bevk (1890–1970), escriptor
- Frančišek Borgia Sedej (1854–1931), Arquebisbe de Gorizia
- Milica Kacin-Wohinz (1930–), historiador
- Boris Mlakar (1947–), historiador
- Franc Močnik (1814–1892), matemàtic
- Janez Podobnik (1959–), polític
- Marjan Podobnik (1960–), polític
- Rafael Podobnik (1942–), fotògraf